# 貨幣

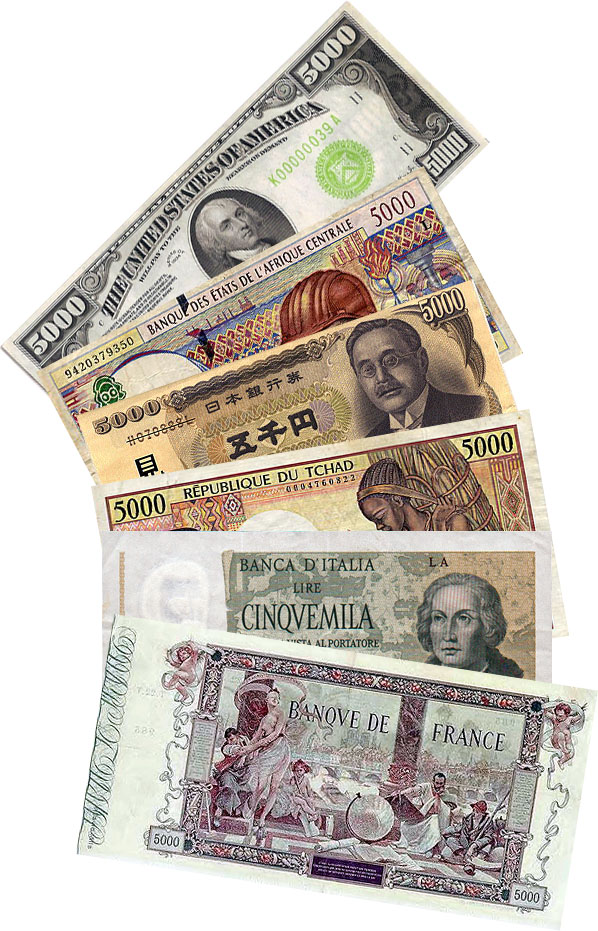

貨幣（かへい、英: money）とは、経済学においては、財・サービスとの交換価値情報、及びそのメディア(媒体)の総体であって、財・サービスとの交換や保蔵ができるものであるとの社会の共通認識のもとで使用されるものである。また、それは以下の要件を満たす。
- 商品交換の際の媒介物で、価値尺度、流通手段、価値貯蔵の3機能を持つもののこと[1]。
- 商品の価値尺度、交換手段として社会に流通しているもので、またそれ自体が価値あるもの、富として蓄蔵を図られるもの[2]。

また、日本の法律においては、貨幣とは造幣局が製造し、政府が発行する硬貨(coin)を指し、日本銀行券とは区別している。

## 概説
物やサービスとの交換に用いられる「お金」を、経済用語では貨幣、または通貨と呼ぶ。貨幣とは、経済学上は、価値の尺度、交換の媒介、価値の蓄蔵の機能を持ったものの事である。
広義には、本位貨幣の他にも、法律により強制通用力を認められている信用貨幣も含める。つまり「貨幣」という語は、鋳貨・紙幣に加えて預金などの信用貨幣も含めて指す場合が多い。なお、慣習的な用法として、法令用語の意味における貨幣と紙幣・銀行券をあわせて「お金」と呼ぶことが多い。
政府は、租税の算定に通貨を用いる。法定通貨が額面通りの価値を持つためには、その貨幣を発行する政府に対して国民の信用が存在することが必要条件である。
二者間で財・サービスの取引を行う場合には、信用取引となる。一方から他方に財・サービスが移転した後に、決済を行うとすると、その場合、財・サービスの売り手には、買い手に対する信用が生じ、反対に財・サービスの買い手には、売り手に対する負債が生じる。この取引における「信用/負債」関係は、負債が支払われることで解消される。ところで、実際の経済においては、財・サービスの取引は、多くの主体間で行われるため、売り手と買い手の間の「信用/負債」関係も無数に存在し、財・サービスの売り手は他方で、財・サービスの買い手でもあるのが、通常の場合であり、現実の経済では、無数の「信用/負債」関係が複雑に絡み合ってくる。ある二者間で定義された負債と別の二者間で定義された負債を相殺、決済するためには、負債を計算する共通の表示単位が必要になる。この共通の表示単位（円やドルやポンドなど）が貨幣（計算貨幣）である。貨幣とは共通の計算単位で表示された負債のことである。貨幣を負債の一種とみなす貨幣観を、信用貨幣論という。

## 貨幣の機能
貨幣の重要な機能として次のようなものがあり、いずれかに用いられていれば貨幣と見なせる。それぞれの機能は別個の起源と目的をもっていると言われる。

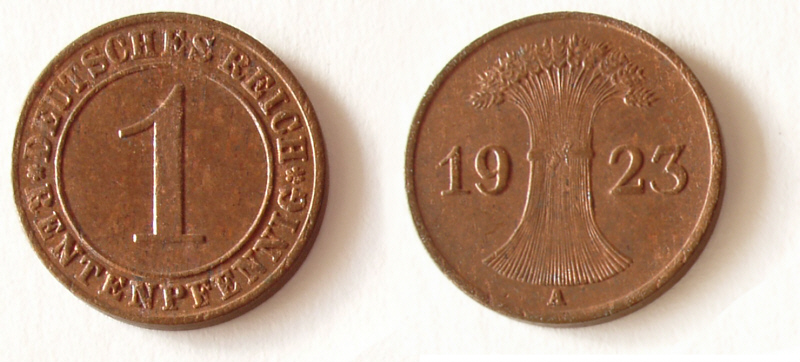
1923年発行のレンテンマルク硬貨。この貨幣は、1920年代のドイツの一兆倍にもなったハイパーインフレで混乱した経済を建て直すために発行された貨幣の一種である。

価値の尺度
貨幣は、計量可能なモノ（財）の交換価値を客観的に表す尺度となる。これによって異なるモノの価値を、同一の貨幣において比較ないし計算できる。例えば、本20冊と牛1頭といった比較が可能になり、価格を計算できる。
支払
計量可能なモノを渡し、責務を決済する。初期社会では特に示談金、損害賠償、租税などの制度と関連して生じた。
価値の蓄蔵
計量可能なモノを貨幣に交換することで、モノの価値を蓄蔵することができる。例えば、モノとしての大根1本は腐敗すれば消滅するが、貨幣に換えておけば将来大根1本が入手可能となる。あるいは「大根1本の価値」を蓄蔵できる。ただし、自由な取引の元では通貨価値ないし物価変動により貨幣で入手できるモノの量は増減することがある。
交換の媒介
貨幣を介する社会では、計量可能なモノと貨幣を相互に交換することで、共通に認められた価値である貨幣を介することで取引をスムーズに行える。これに対し、貨幣を介さない等価交換においては、取引が成立する条件として、相手が自分の欲しいモノを持っていることと同時に、自分が相手の欲しいモノを持っていることが必要となる。

## 貨幣の歴史
貨幣は4つの機能によって用途が分かれており、身分によって使える貨幣が決まっていたり、共同体の内部と外部とで用いられる貨幣が異なっていた。すべての機能を含む全目的な貨幣が現われたのは、文字をもつ社会が誕生して以降となる。
現在は1国につき1通貨の制度が主流となっているが、歴史においては、公権力によらずに国際的な貿易で流通する貨幣や、各地域が独自に発行する貨幣が多数存在していた。このため、複数の貨幣が用いられていた。

## 経済学における貨幣
経済学では貨幣という用語は、銀行の当座預金や普通預金などの預金通貨や、定期預金などの準通貨を含むより広い意味で用いられることが多い。貨幣数量説、貨幣乗数などの用語における貨幣は、こうした用例である。貨幣は、財・サービスと交換できるため、人々に求められると考える。貨幣は、財との交換回数の節約という形で、経済の効率化に重要な役割を果たしている。
デイヴィッド・ヒュームは、貨幣は商業の実体ではなく、財貨相互の交換を容易にするために人々が承認した道具と定義した。アダム・スミスは、富とは貨幣ではなく貨幣で買える商品であり、貨幣は商品が買えるから価値があるにすぎないと論じた。デヴィッド・リカードは、貨幣は交換のための単なる媒介と定義している。スミスやリカードによる、貨幣は商品交換の媒介にすぎないという思想は、19世紀後半の新古典派経済学では「貨幣の中立性」と表現された。

### 貨幣の価値
「貨幣の価値」は「貨幣のモノとしての価値」とは異なる。例えば、不換紙幣の場合、モノとしての日本の千円札は印刷物でしかない。「千円札」を文字や模様が印刷された紙として利用して得られる効用は、「千円で売られているランチ」から得られる効用に及ばない。
異時点間における貨幣価値をあらわす概念として割引現在価値がある。これは、将来の貨幣価値は現在の貨幣価値に利息分が上積みされたものと考えて、その利息を生むために必要な現在の貨幣価値と同等とみなすものである。たとえば利率が年に10%であり、日本円で9091円を預金すると来年には909円(=9091×10/100)の利子を受け取ることができるものとする。すると、来年にはあわせて10000円になる。この場合、来年の10000円の割引現在価値は9091円である。
通貨の価値の根拠は、その通貨の裏付けとなっている貴金属の内在的な価値にあるとみなす金属主義と、その発行主体、とりわけ国家主権の権力にあるとみなす表券主義がある。

### 貨幣と購買力
貨幣はあらゆる商品の価値を統一的に表現できるため、これを逆算すれば一定の貨幣量で購買可能な商品量を表現できる。この貨幣の能力を「購買力」と呼ぶ。また一定の商品量を購買するのにどのくらいの貨幣量が必要かを調べ、これを国際比較することで数値化ができ、これを購買力平価（PPP）と呼ぶ。

### 貨幣と情報
商品の交換には、財・サービスの交換比率や買い手・売り手に関する情報が必要となる。貨幣は、この情報を入手するための費用を節約する。この情報が欠けていると、互いに相手の所有する商品を同時に欲している場合にしか交換が成立しない。このような「欲求の二重の一致」なしに交換を成立させるものとして、貨幣は商品経済の発達を進展させ、分業と交易の拡大をもたらす。また貨幣は、完全な情報を仮定するミクロ経済学では登場せず、マクロ経済学の分析対象となる。

### 公共貨幣と債務貨幣
貨幣は、公共貨幣(public money) と債務貨幣(debt money)に大別される。公共貨幣は、いかなる者にも債務を発生させることなく、公共機関の通貨発行権に基づいて発行される。他方、債務貨幣は、だれかの債務と引き換えに発行される。
人類の歴史における主な貨幣は長らく公共貨幣であった。たとえば、古代ギリシャのエレクトロン貨、日本の和同開珎、藩札、太政官札などは、公共貨幣である。今日でも、公共貨幣は、政府発行貨幣(主に硬貨)として、わずかながら存続している。
近代の銀行制度の普及にともなって、中央銀行券、要求払預金などの債務貨幣の流通量が主流を占めるようになった。中央銀行券は、発行済みの債務証書(国債・社債など)と引き換えに、中央銀行の負債として発行される。要求払預金は、いつでも現金化できることを前提として支払手段として流通するため、一般に貨幣の一種とみなされる。要求払預金の多くは、銀行貸付にともなって、預金者の借用証書と引き換えに市中銀行の負債として「発行」される。また、その一部は、中央銀行券(債務貨幣)を市中銀行に預けることによって、その代用貨幣として「発行」される。

### マルクス経済学
マルクス経済学は一般的な通貨の3機能（尺度、保蔵、交換）に加え、債権債務の支払手段として信用創造された貨幣（一種の信用貨幣）、国際的な決済や支払いに用いる世界貨幣、労働価値説との関係を指摘している。

### 現代貨幣理論（MMT）
現代貨幣理論では、貨幣は負債の一形式であり、経済において交換手段として受け入れられた特殊な負債とされる。特に現代経済においては、すべての経済主体が信頼する借用書のこと。今日、多くの国において貨幣として流通するものは、現金（中央銀行券と鋳貨）と預金通貨（銀行預金）とされている。現代経済では貨幣の大半が銀行預金であり、借入れの需要に対する商業銀行の貸出しによって、預金という貨幣が新たに創造され、返済されることで消滅する。また、政府支出によって銀行預金が創造され、納税することで消滅する。現代の貨幣の信用・価値は国家の徴税権によって保証されている。
現代貨幣理論では表券主義の立場を取っており、公式な計算尺度として認められる貨幣を決定し発行する権限を持っているのは主権を有する政府としている。
国が国民に納税義務を課し名目的に納税額を決めることで、国民の中に貨幣需要が生まれ、副次的な働きとしてその国の中で国定貨幣による取引が生まれるとしており、租税が貨幣を流通させる。
貨幣と商品の交換レートは、市場を通じて決定されるか政府支出時に公務員の給与や公的事業の発注額によって決定されると考えられている。
政府の発行した貨幣は、納税手段として受け取ることを政府が約束しているため、政府の負債である。銀行預金は中央銀行や政府の発行した通貨との交換や他行との取引に利用できること等を約束しているため、民間銀行預金は民間銀行にとっての負債である。また、私的な支払手形や小切手は銀行預金との交換を約束している。このように政府や中央銀行の負債、民間銀行の負債、民間銀行以外の私的な負債といった負債ピラミッドが存在しており、ピラミッドが存在しているため貨幣による決済が可能と説明している。
そして貨幣が財政支出や民間銀行の信用創造によって創造および流通および消滅するプロセスと仕組みに焦点を当てている(en:Monetary circuit theory)。

## 法律における貨幣
法律により強制通用力が認められる通貨を法定通貨と呼ぶ。法定通貨は造幣局が製造し政府が発行する硬貨と、中央銀行が発行する銀行券に区別され、法令における貨幣とはこのうち、硬貨のことを言う。
実際、アメリカで発行される紙幣には「この紙幣は、公的および私的な、すべての債務に対する法定支払手段である」と明示され、カナダの紙幣には「この紙幣は法定支払手段である」、オーストラリアの紙幣には「このオーストラリア紙幣は、オーストラリアとその領土内において法定支払手段である」と書かれている。

### 日本における定義

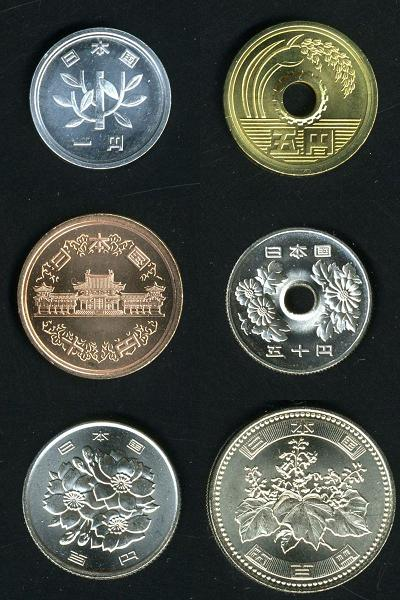
日本の硬貨（表）。1円（左上）、5円（右上）、10円（左中）、50円（右中）、100円（左下）、500円（右下）。

かつて貨幣は本位貨幣（本位金、銀貨）を指す言葉であり、政府紙幣や銀行券とは区別されていた。明治4年（1871年）に造幣局が創業して以来、日本の法律上の「貨幣」とは、新貨条例および貨幣法に基づき発行された本位貨幣および補助貨幣を指した。臨時通貨法施行後は1988年3月末まで臨時補助貨幣のみの発行となったが、1988年（昭和63年）4月1日に通貨の単位及び貨幣の発行等に関する法律（昭和六十二年六月一日法律第四十二号）が施行されると、法的な本位貨幣と補助貨幣の区別はなくなり、すべて「貨幣」と称することになった。
「通貨の単位及び貨幣の発行等に関する法律」によれば、「通貨とは、貨幣及び日本銀行法 （平成九年法律第八十九号）第四十六条第一項 の規定により日本銀行が発行する銀行券をいう。」（同法2条3項） とされ、また「貨幣の種類は、五百円、百円、五十円、十円、五円及び一円の六種類とする。」（同法5条1項）と規定される。また、同法附則により貨幣とみなす臨時補助貨幣として同法律施行以前に発行された五百円～一円硬貨および記念硬貨が規定されている。この法律の施行により、明治時代から発行されていた本位貨幣の一円、二円、五円、十円、二十円の旧金貨（それぞれ額面の2倍に通用）と五円、十円、二十円の新金貨は1988年3月31日限りで廃止になり、名実ともに管理通貨制度に移行した。
したがって、現在の日本の法律上の貨幣とは、1948年（昭和23年）以降に発行された五円硬貨、1951年（昭和26年）以降の十円硬貨、1955年（昭和30年）以降の一円硬貨と五十円硬貨、1957年（昭和32年）以降の百円硬貨、1982年（昭和57年）以降の五百円硬貨と、1964年（昭和39年）以降に記念のために発行された千円硬貨、五千円硬貨、一万円硬貨、五万円硬貨、十万円硬貨を指す。貨幣の一覧については、通常貨幣は「日本の硬貨」を、記念貨幣は「日本の記念貨幣」をそれぞれ参照のこと。
2021年（令和3年）現在の日本における法令用語としての「貨幣」は、もっぱら補助貨幣の性格を持つ硬貨のみを指し、「紙幣」及び「銀行券」とは区別されている。
民間取引における強制通用力
同法第7条により、貨幣は額面価格の20倍までに限って、強制通用力が認められている。すなわち、支払を受ける側は、貨幣の種類ごとに20枚までは受け取りを拒むことはできない。例えば、12,000円の買い物をして、五百円硬貨と百円硬貨各20枚で支払うことは認められる。ただし、21枚以上であっても、支払を受ける側が拒否せず受け取るのは自由である。
税金納付における無制限受領
税金等の公金の納付については、1937年（昭和12年）の大蔵省理財局長通達「補助貨ヲ無制限ニ公納受領ノ件」により、貨幣を無制限に受領すべきであるとされている。
損傷・鋳潰しに対する刑罰
なお、貨幣をみだりに損傷・鋳潰しすると、1年以下の懲役又は20万円以下の罰金に処せられる（貨幣損傷等取締法　ここで言う貨幣に銀行券は含まない）。

### 金銭
貨幣と関係して、日本の法制度における金銭について記述を行う。
- 金銭は、「物　(法律)」（有体物）である。（民法88条2項）
- 金銭は、動産である。（民法86条2項）

## 社会学における貨幣
社会学では、貨幣による市場における交換は、貨幣尺度で反対給付が確定している経済的交換として捉えられ、たとえば長期的な利害を共有するコミュニティの内部におけるような、相互善意を前提した反対給付が確定しない社会的交換とは対比される。

## 特殊な貨幣
離島、炭鉱などの場所や、世界各地のハンセン病療養所やコロニーなどの施設において、それぞれの用途に合わせて貨幣が発行されていた。

## 新しい貨幣
電子的、暗号化および電気通信もしくは無線通信技術の一部または全部の向上は、電子的な支払手段としての「電子マネー」（公共交通機関を利用する際に運賃などとして利用する「乗車カード」を含む）や、特定の国家による価値の保証を持たない貨幣としての「暗号通貨」の出現をもたらした。